# Buzy-Darmont
Buzy-Darmont är en kommun i departementet Meuse i regionen Grand Est (tidigare regionen Lorraine) i nordöstra Frankrike. Kommunen ligger i kantonen Étain som tillhör arrondissementet Verdun. År 2022 hade Buzy-Darmont 524 invånare.

## Befolkningsutveckling
Antalet invånare i kommunen Buzy-Darmont
| Referens: INSEE |